# داگو گارسیا
داریو آرماندو گارسیا گرانادوس (اسپانیایی: Darío Armando García Granados‎؛ زادهٔ ۱۱ فوریهٔ ۱۹۶۲) مشهور به داگو گارسیا دی‌جی پیشین، فیلم‌نامه‌نویس، تهیه‌کننده فیلم و کارگردان فیلم اهل کلمبیا است. فیلم‌های او با وجود نقدهای منفی منتقدان، در گیشه بسیار موفق بوده‌اند.
از فیلم‌هایی که وی در آن‌ها نقش داشته است، می‌توان به آغوش اژدر، ال پاسئو و فراموش خواهیم شد اشاره نمود.